# Grand Prix automobile du Japon 1977
Le Grand Prix automobile du Japon 1977 est une course de Formule 1 qui s'est déroulée le 23 octobre 1977 sur le circuit de Fuji.

## Classement
| Pos  | N° | Pilote              | Écurie             | Tours | Temps/Abandon      | Grille | Points |
| ---- | -- | ------------------- | ------------------ | ----- | ------------------ | ------ | ------ |
| 1    | 1  | James Hunt          | McLaren-Ford       | 73    | 1 h 31 min 51 s 68 | 2      | 9      |
| 2    | 12 | Carlos Reutemann    | Ferrari            | 73    | +1 min 02 s 45     | 7      | 6      |
| 3    | 4  | Patrick Depailler   | Tyrrell-Ford       | 73    | +1 min 06 s 39     | 15     | 4      |
| 4    | 17 | Alan Jones          | Shadow-Ford        | 73    | +1 min 06 61       | 12     | 3      |
| 5    | 26 | Jacques Laffite     | Ligier-Matra       | 72    | Panne d'essence    | 5      | 2      |
| 6    | 16 | Riccardo Patrese    | Shadow-Ford        | 72    | +1 tour            | 13     | 1      |
| 7    | 8  | Hans-Joachim Stuck  | Brabham-Alfa Romeo | 72    | +1 tour            | 4      |        |
| 8    | 19 | Vittorio Brambilla  | Surtees-Ford       | 71    | +2 tours           | 9      |        |
| 9    | 50 | Kunimitsu Takahashi | Tyrrell-Ford       | 71    | +2 tours           | 22     |        |
| 10   | 20 | Jody Scheckter      | Wolf-Ford          | 71    | +2 tours           | 6      |        |
| 11   | 52 | Kazuyoshi Hoshino   | Kojima-Ford        | 71    | +2 tours           | 11     |        |
| 12   | 9  | Alex Ribeiro        | March-Ford         | 69    | +4 tours           | 23     |        |
| Abd. | 6  | Gunnar Nilsson      | Lotus-Ford         | 63    | Boîte de vitesses  | 14     |        |
| Abd. | 22 | Clay Regazzoni      | Ensign-Ford        | 43    | Moteur             | 10     |        |
| Abd. | 7  | John Watson         | Brabham-Alfa Romeo | 29    | Boîte de vitesses  | 3      |        |
| Abd. | 2  | Jochen Mass         | McLaren-Ford       | 28    | Moteur             | 8      |        |
| Abd. | 23 | Patrick Tambay      | Ensign-Ford        | 14    | Moteur             | 16     |        |
| Abd. | 3  | Ronnie Peterson     | Tyrrell-Ford       | 5     | Accident           | 18     |        |
| Abd. | 11 | Gilles Villeneuve   | Ferrari            | 5     | Accident           | 20     |        |
| Abd. | 27 | Jean-Pierre Jarier  | Ligier-Matra       | 3     | Moteur             | 17     |        |
| Abd. | 5  | Mario Andretti      | Lotus-Ford         | 1     | Collision          | 1      |        |
| Abd. | 51 | Noritake Takahara   | Kojima-Ford        | 1     | Collision          | 19     |        |
| Abd. | 18 | Hans Binder         | Surtees-Ford       | 1     | Collision          | 21     |        |
| Np.  | 10 | Ian Scheckter       | March-Ford         |       | Forfait            |        |        |

Légende :
- Abd.=Abandon
- Np.=Non partant

## Pole position et record du tour
- Pole position : Mario Andretti en 1 min 12 s 23 (vitesse moyenne : 217,256 km/h).
- Tour le plus rapide : Jody Scheckter en 1 min 14 s 30 au 71e tour (vitesse moyenne : 211,203 km/h).

## Tours en tête
- James Hunt : 73 (1-73)

## À noter
- 10e victoire pour James Hunt.
- 58e victoire pour McLaren en tant que constructeur.
- 108e victoire pour Ford Cosworth en tant que motoriste.
- 2e et dernier Grand Prix pour l'écurie japonaise Kojima.
- Dernier GP de la Tyrrell P34 6 roues, qui finit sa carrière par un podium.
- Un accrochage entre Gilles Villeneuve et Ronnie Peterson coûte la vie à deux personnes situées dans un endroit théoriquement interdit au public.
- Patrick Depailler, troisième de la course est seul présent sur le podium car James Hunt et Carlos Reutemann ne se sont pas présentés pour ne pas manquer leur avion pour l'Europe.